# Pleopeltis nieuwenhuisenii
Pleopeltis nieuwenhuisenii là một loài thực vật có mạch trong họ Polypodiaceae. Loài này được (H. Christ) Alderw. miêu tả khoa học đầu tiên năm 1909.